# Villa Friden

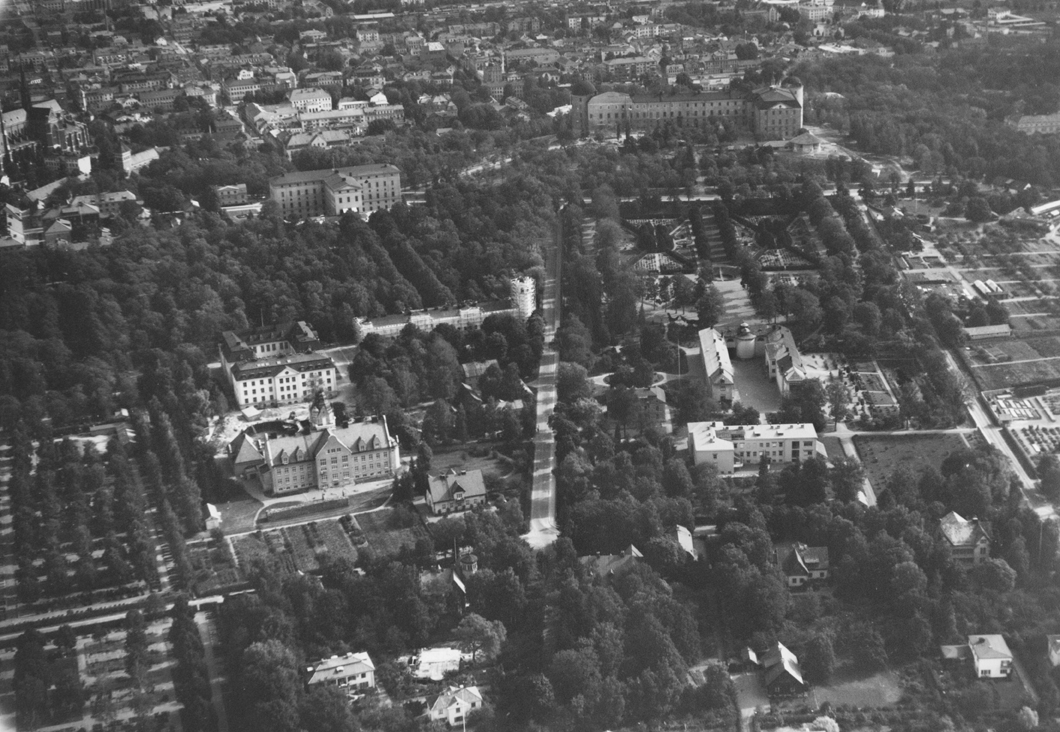
Oscar Bladh, flygfoto. Näst längst ned i bild ses från höger Villa Friden, Villa Lyckan och Villa Tomtebo. Mellan villa Lyckan och Villa Tomtebo finns någon form av ekonomibyggnad.

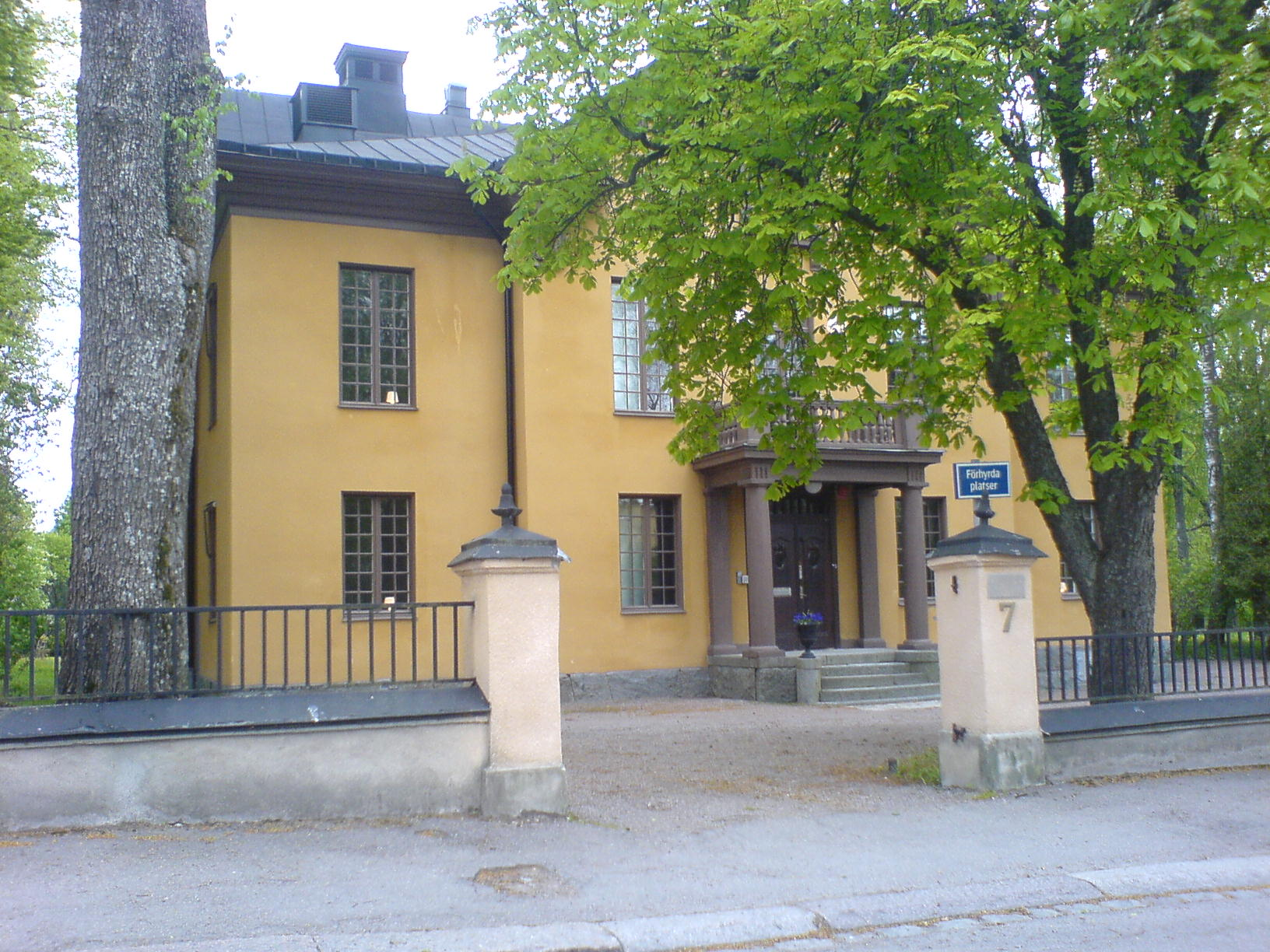
Villa Friden, sedd från gatan

Villa Friden är en av de första villorna i området Kåbo i Uppsala. Villan har senare kallats "Villa Hemgården" och beboddes ursprungligen av Lars-Erik Larsson, fabrikör för Hästens skofabrik, som i folkmun kallades "Sko-Lasses". Villan är numera Q-märkt.
Villan utrustades med flera nymodigheter, varav några finns bevarade än i dag, till exempel ett isskåp – kylskåpens föregångare – där kylan upprätthölls av stora isblock, en "telefonhytt" med en av stadens första privattelefoner samt husets ursprungliga vattenklosett.
På den parkliknande tomten som gränsar till Botaniska trädgården finns även en före detta chaufförsbostad samt ett par garagebyggnader.

## Basdata
| Fastighetsbeteckning | Kåbo 24:11 |
| Bostadsyta           | 979 m²     |
| Byggår               | 1883       |
| Antal våningar       | 3          |

## Historik
Historien bakom kvarteret är att fysiologiprofessorn Frithiof Holmgren i början av 1880-talet fick en bit mark väster om Botaniska trädgården som han lät stycka i fyra tomter, vilka fick namnen Åsen (Villavägen 1D), Tomtebo (Villavägen 3), Lyckan (Villavägen 5) och Friden 3(13) (Villavägen 7).
Vid mitten av 1880-talet uppfördes villor på tomterna i en fri och dekorativt utformad villaarkitektur som väl speglade sin tids ideal. De spatiösa villorna hade stora parkliknande trädgårdsanläggningar vilka stod i kontrast mot det flacka jordbrukslandskapet.
De fyra villorna nyttjades länge som institutionsbyggnader för Uppsala universitet, men idag (2007) innehåller Tomtebo och Friden kontor medan Lyckan står tom. Villa Åsen består idag av gästbostäder för utländska forskare.
Av villorna är det endast Tomtebo som, troligtvis, helt har kvar sitt ursprungliga utseende. Trots detta utgör de som helhet den enda relativt välbevarade villamiljön från 1880-talets Uppsala. En rivning av Villa Lyckan har länge diskuterats.
Förändringen på kvarteret skulle vara stor och den förtätning som skett tidigare mellan de zoologiska och paleontologiska institutionerna, invid Sveriges geologiska undersökning (SGU),  samt det under uppförande nya Pedagogicum gör att karaktären på området mellan Kåbo villastad och citykärnan förändras.

## Bildgalleri

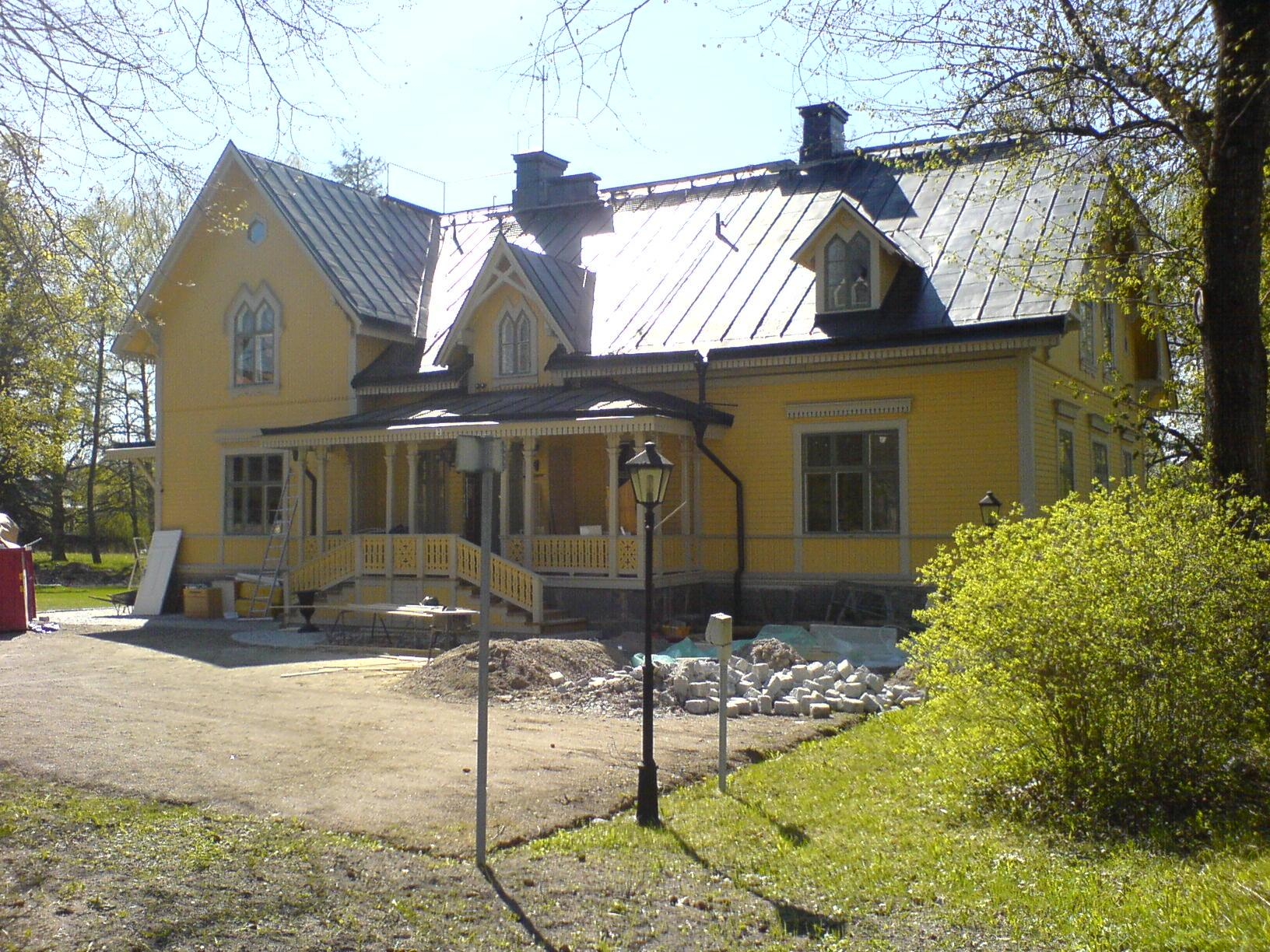
Villa Tomtebo, sedd från gatan
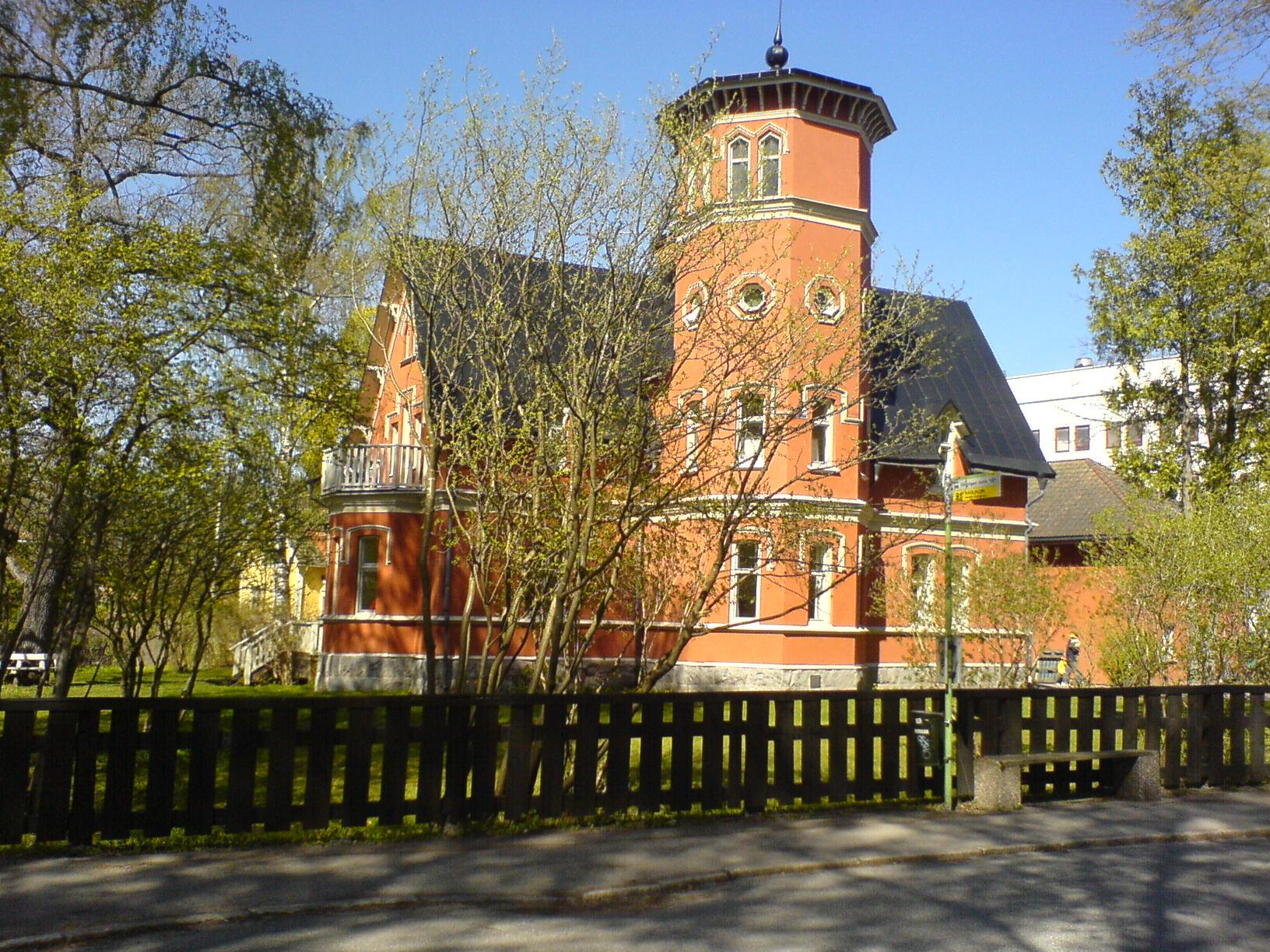
Villa Åsen, sedd från gatan
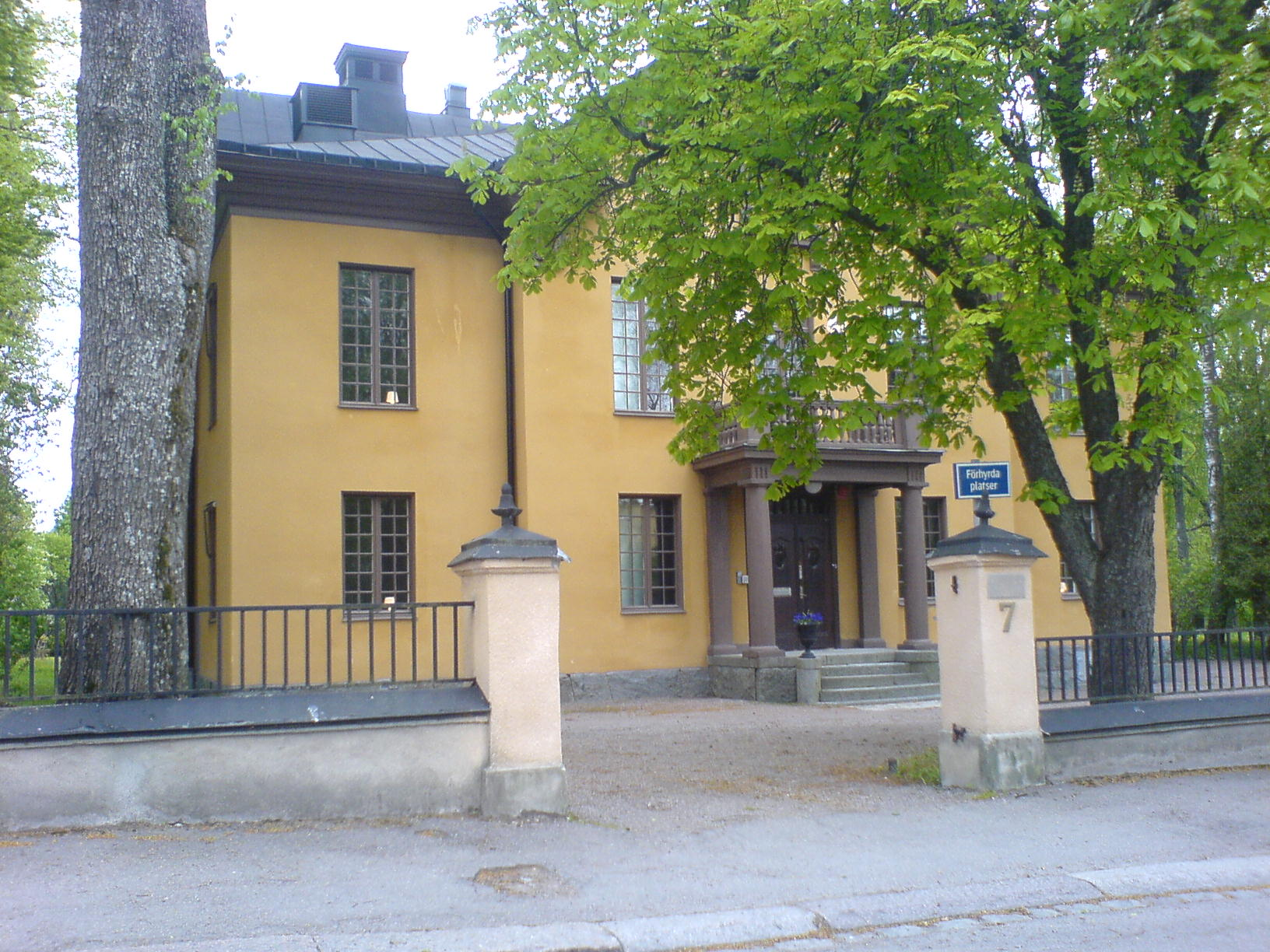
Villa Friden, sedd från gatan
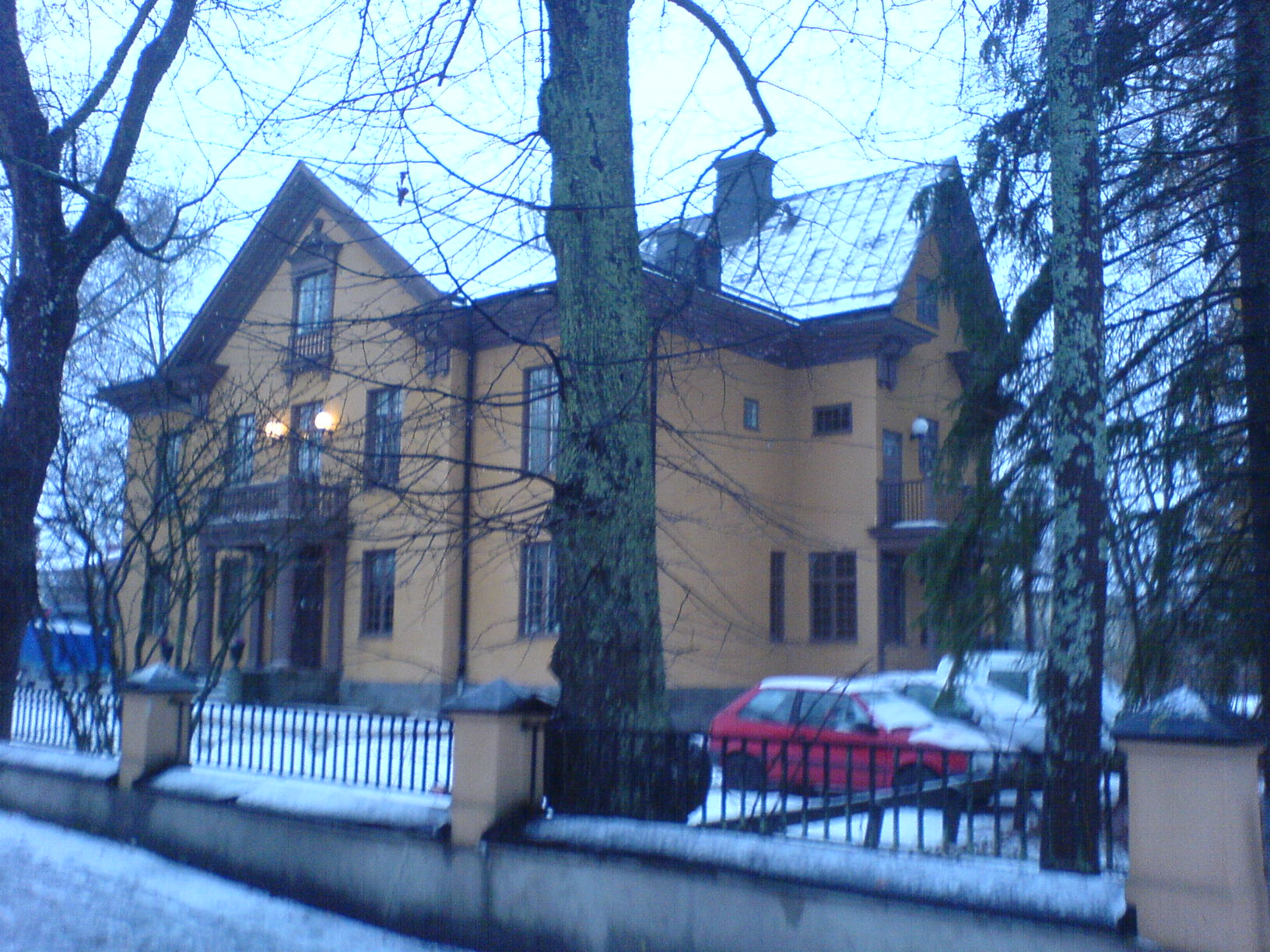
Villa Friden, sedd från gatan
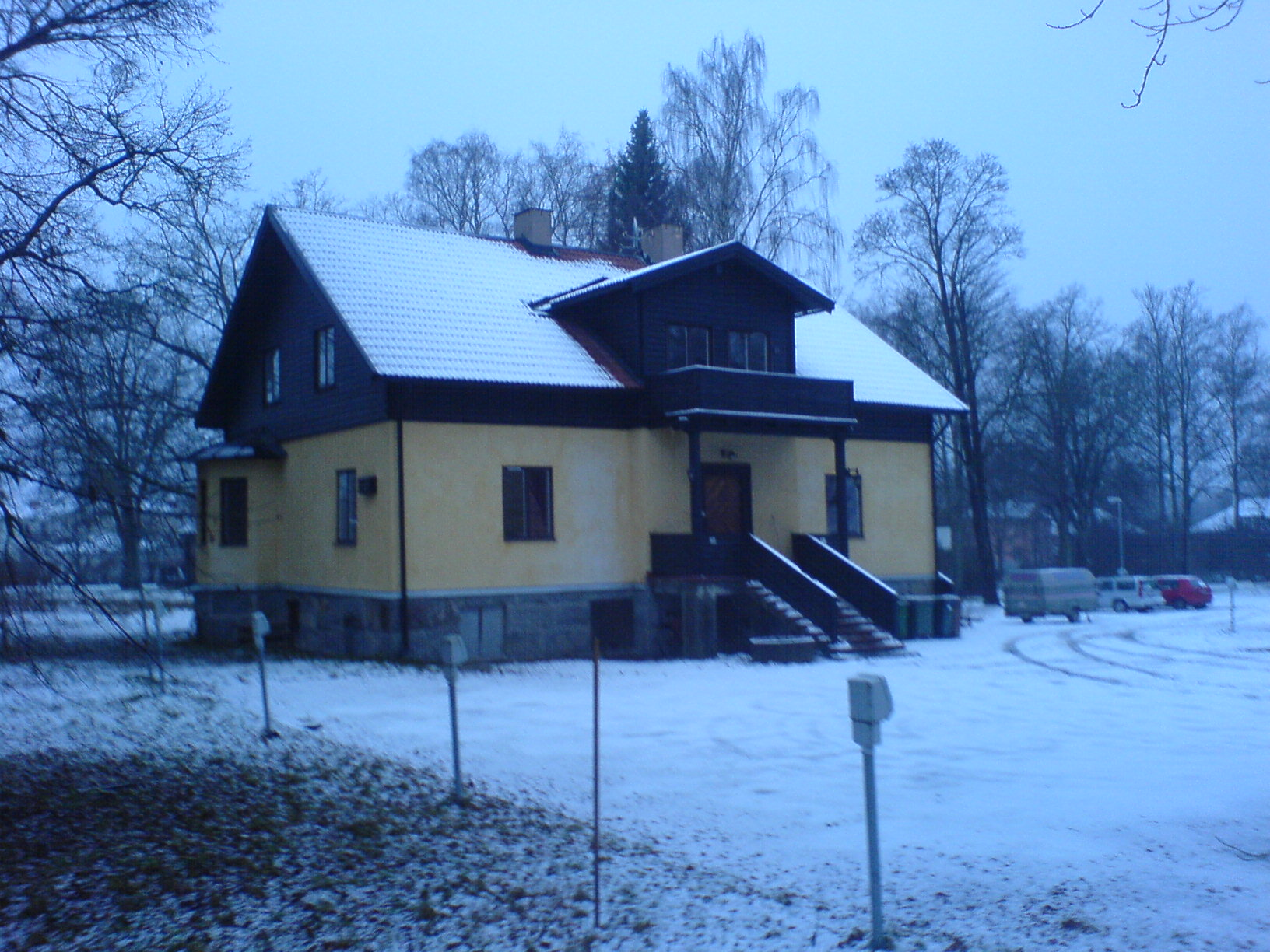
Villa Lyckan, sedd från gatan
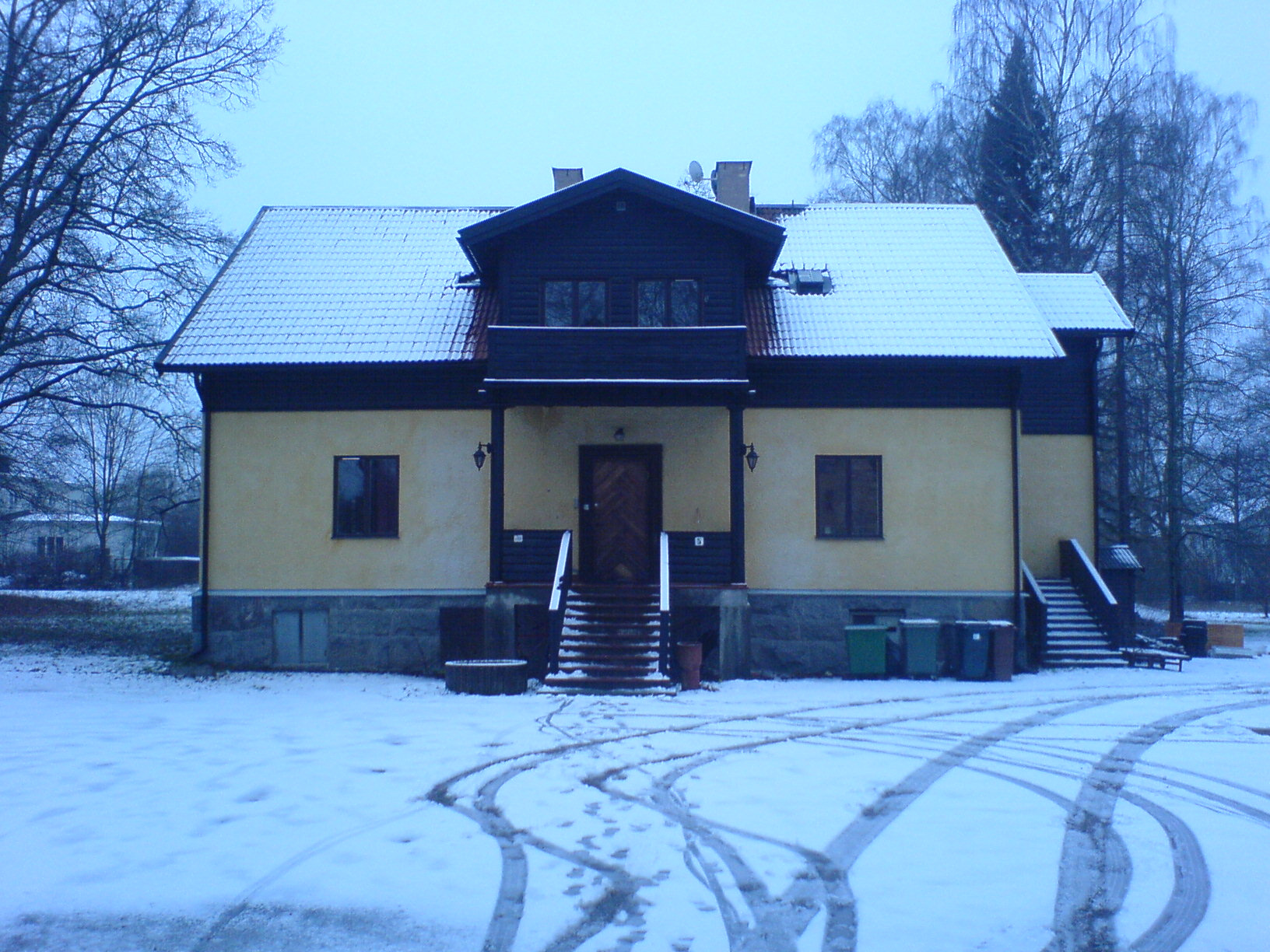
Villa Lyckan, sedd från gatan